# As Flores de Lótus
As Flores de Lótus é o título do primeiro romance de uma trilogia que aborda as ideologias do fascismo e do comunismo e os grandes acontecimentos que marcaram as sociedades portuguesa, chinesa, soviética e japonesa.

## Enredo
Pode uma ideia mudar o mundo? 
O Século XX nasce, e com ele germinam as sementes do autoritarismo. Da Europa à Ásia, as ondas de choque irão abalar a humanidade e atingir em cheio quatro famílias.
 Depois de assistir à queda da monarquia, o capitão Artur Teixeira vê as esperanças da República afundarem-se num caos de instabilidade. Adere à revolução militar e recebe uma missão: convencer Salazar a tornar-se ditador. Satake Fukui cresce num Japão dilacerado entre a tradição e a modernidade. O seu confronto com o militarista Sawa reflecte um braço de ferro que ameaça mergulhar o país e o mundo numa catástrofe sem precedentes. A chinesa Lian-hua nasce com olhos azuis, os mesmos que veem a China arrastada para um choque titânico entre os nacionalistas, os comunistas e os japoneses. Apanhada no fogo cruzado, é raptada por um radical comunista: o jovem Mao Tsé Tung. Os bolcheviques acabam de conquistar a Sibéria e batem à porta da pequena quinta dos Skuratov. Estaline iniciou as coletivizações e Nadezhda e a família são lançados num ciclo de medo, fome e sofrimento.